# Wola Knyszyńska
Wola Knyszyńska – wieś w Polsce położona w województwie świętokrzyskim, w powiecie pińczowskim, w gminie Działoszyce.
| SIMC    | Nazwa        | Rodzaj     |
| ------- | ------------ | ---------- |
| 0237854 | Chadziajówka | przysiółek |
| 0237860 | Knyszyn      | przysiółek |

W latach 1975–1998 miejscowość administracyjnie należała do województwa kieleckiego.